# Tondo (Manille)
Pour les articles homonymes, voir Tondo (homonymie).

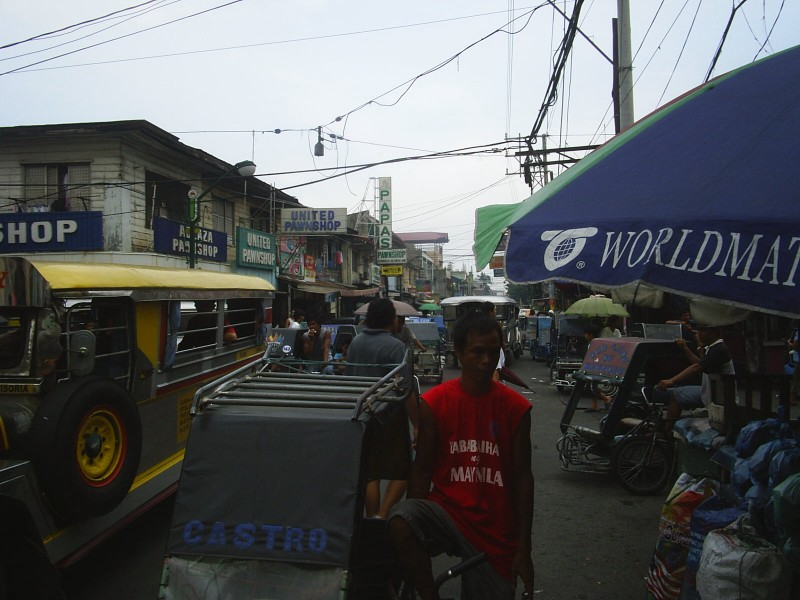
Marché de Pritil à Tondo.

Tondo est un district de Manille, aux Philippines situé au cœur de la ville. Avec une densité de 64 869 habitants par km², c'est l'une des zones les plus densément peuplées dans le monde.
Le président des Philippines Joseph Estrada y est né, ainsi que le héros de l'indépendance Andrés Bonifacio.

## Histoire
C'est dans une maison de Tondo que José Rizal fonde la Ligue philippine en 1892.